# Фридрих Саксен-Альтенбургский
Фридрих Саксен-Альтенбургский (нем. Friedrich von Sachsen-Altenburg; 12 февраля 1599, Торгау — 24 октября 1625, Зельце) — представитель Эрнестинской линии Веттинов. Фридрих был третьим ребёнком саксен-веймарского герцога Фридриха Вильгельма I и его второй жены Анны Марии Пфальц-Нейбургской.
Вскоре после смерти отца наследственные владения были разделены между братом Фридриха Вильгельма I Иоганном и сыновьями покойного; последним досталась часть герцогства с Альтенбургом, ставшее самостоятельным герцогством Саксен-Альтенбург. Опекуном детей стал саксонский курфюрст Кристиан II, а после его смерти — его младший брат и новый курфюрст Иоганн Георг I. В 1618 году старший из сыновей — Иоганн Филипп Саксен-Альтенбургский — был объявлен совершеннолетним, и стал править герцогством самостоятельно. Младшие братья решили, что по достижении совершеннолетия они позволят Иоганну Филиппу править в одиночку в обмен на особые условия для них с его стороны.
Фридрих отправился на службу к курфюрсту Иоганну-Георгу I и воевал на его стороне во время Тридцатилетней войны в Лужице и Богемии. В 1622 году он получил под командование собственное подразделение, однако в итоге солдаты разбежались от отсутствия оплаты. После этого Фридрих пошёл на службу к Христиану Брауншвейгскому. В 1623 году в результате сражения под Штадтлоном Фридрих попал в плен к Тилли вместе с Вильгельмом Саксен-Веймарским, а Тилли отправил пленников к императору. Некоторое время они пробыли в заключении, однако потом в 1624 году Иоганн-Георг I сумел их вызволить.
В 1625 году Фридрих стал кавалерийским командиром на датской службе. Вместе со своим полком он стоял в Зельце, когда был атакован войсками Тилли, и затем скончался от полученных ранений. Его тело сначала было отправлено в Ганновер, а затем доставлено в Альтенбург.
Фридрих не был женат и не имел детей.